# Psilomma fusciscapis
Psilomma fusciscapis is een vliesvleugelig insect uit de familie van de Diapriidae. De wetenschappelijke naam van de soort is voor het eerst geldig gepubliceerd in 1861 door Foerster.